# Atlanti sziklarák
Az atlanti sziklarák (Cancer irroratus) a felsőbbrendű rákok (Malacostraca) osztályának tízlábú rákok (Decapoda) rendjébe, ezen belül a tarisznyarákok (Cancridae) családjába tartozó faj.

## Előfordulása
Az Atlanti-óceán keleti partjainak, feneklakó élőlénye. A kisebb példányok, inkább a sekélyebb, a nagyobbak a mélyebbek (575 méterig) lakója.

## Megjelenése
Páncéljának szélessége maximum, 14 centiméter.

## Életmódja
Tápláléka elsősorban puhatestűekből, tüskésbőrűekből és egyéb gerinctelenekből áll.

## Külső hivatkozás
- Képek az interneten a fajról